# Химна Киргистана
Државна химна Киргиске Републике (кирг. Кыргыз Республикасынын Мамлекеттик Гимни, рус. Государственный гимн Киргизской Республики) је усвојена 1992. након осамостаљења Киргистана од СССРа. Мелодију химне су компоновали Насир Давлесов и Кали Молдобасанов, а текст су написали Ђамил Садиков и Ешмамбет Кулујев.

## Текст
| киргиски | руски | српски |
| --- | --- | --- |
| Ак мөңгүлүү аска зоолор, талаалар, Элибиздин жаны менен барабар. Сансыз кылым Ала-Тоосун мекендеп, Сактап келди биздин ата-бабалар. Рефрен: Алгалай бер, кыргыз эл, Азаттыктын жолунда. Өркүндөй бер, өсө бер, Өз тагдырың колунда. Байыртадан бүткөн мүнөз элиме, Досторуна даяр дилин берүүгө. Бул ынтымак эл бирдигин ширетип, Бейкуттукту берет кыргыз жерине. Рефрен. Аткарылып элдин үмүт, тилеги, Желбиреди эркиндиктин желеги. Бизге жеткен ата салтын, мурасын, Ыйык сактап урпактарга берели. Рефрен. | Высокие горы, долины, поля — Родная, заветная наша земля. Отцы наши жили среди Ала-Тоо, Всегда свою родину свято храня. Рефрен: Вперёд, киргизский народ, Путем свободы вперёд! Взрастай, народ, расцветай, Свою судьбу созидай! Извечно народ наш для дружбы открыт, Единство и дружбу он в сердце хранит. Земля Киргизстана, родная страна Лучами согласия озарена. Рефрен. Мечты и надежды отцов сбылись. И знамя свободы возносится ввысь. Наследье отцов наших передадим, На благо народа потомкам своим. Рефрен. | Високе планине, долине, поља — Родна, заветна наша земља Оци наши су живели у Ала-Тоу, Увек своју отаџбину свето чувајући Рефрен: Напред, киргиски народе, Путем слободе напред! Расти, народе, цветај, Своју судбину изгради! Наш је народ увек био дружељубив, Јединство и пријатељство он у срцу чува. Земља Киргистана, родна земља Зрацима сагласја озарена. Рефрен. Маштања и надања отаца се остварише. И застава слободе се уздиже. Наслеђе отаца наших предаћемо, Као благо народа потомцима својим. Рефрен. |